# 霹靂兵烽決
《霹靂兵烽決》為霹靂國際多媒體於2020年9月18日推出的霹靂布袋戲系列作品，於線上串流媒體平台PILI與FriDay影音首播。在第57屆電視金鐘獎入圍戲劇配樂獎。
後續霹靂國際多媒體以霹靂兵烽決的名稱，於2021年6月11日推出《霹靂兵烽決之碧血玄黃》，2022年推出《霹靂兵烽決之玄象裂變》。並於MyVideo影音平台上線。